# كاثلين ني هوليهان

كاثلين ني هوليهان, مسرح آبي، 1916

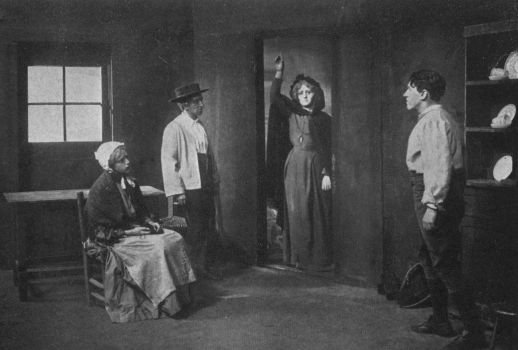
مشهد من مسرحية ييتس وغريغوري، كاثلين ني هوليهان (مسرحية)، إنتاج حوالي 1912

كاثلين ني هوليهان (بالأيرلندية: Caitlín Ní Uallacháin)، حرفياً «كاثلين، ابنة هوليهان» رمز أسطوري وشعار للقومية الأيرلندية الموجودة في الأدب والفن، أحيانا تمثل أيرلندا كامرأة مجسدة. وشكل كاثلين ني هوليهان تم الاستناد إليه في السياسة الايرلندية القومية.